# Jody Alderson
Joan Alderson, detta Jody (Chicago, 5 marzo 1935 – Stuart, 14 febbraio 2021), è stata una nuotatrice statunitense, specializzata nello stile libero.

## Palmarès

### Olimpiadi
- Bronzo a Helsinki 1952 nella staffetta 4x100 metri stile libero.